# Karl Enders
Karl Adolf Ludwig Enders (* 10. Februar 1892 in Kleinzschocher; † 29. Juli 1938 im Zuchthaus Waldheim) war ein deutscher Kommunist und Widerstandskämpfer gegen den Nationalsozialismus.

## Leben
Enders besuchte die Volksschule und erlernte anschließend den Beruf des Drehers. 1919 trat er der KPD bei und nahm 1920 an den Kämpfen gegen den Kapp-Putsch teil. Als Arbeitersportler war er zunächst Mitglied des Arbeiter-Turn- und Sportbundes, später der Kampfgemeinschaft für Rote Sporteinheit.
Nach der „Machtergreifung“ der Nationalsozialisten beteiligte sich Enders am illegalen kommunistischen Widerstand in Leipzig. Enders wirkte als Literaturobmann der KPD-Bezirksleitung sowie als deren Organisationsleiter. In seiner Wohnung in der Großmannstraße 1 wurden unter anderem Flugblätter gedruckt. Am 30. April 1933 wurde er erstmals verhaftet und erst nach acht Monaten wieder entlassen. Gemeinsam mit Fiete Dettmann und Karl Heft baute Enders nach 1934 die illegale Leipziger KPD-Organisation wieder auf. Enders fungierte darüber hinaus als Politischer Leiter des Stadtteils Leutzsch. 
Am 17. Januar 1935 wurde Enders erneut verhaftet, zwei Tage später auch Fiete Dettmann. Beide wurden dann in Leipzig – unter Bewachung der Gestapo – an Treffpunkten und Stempelstellen herumgeführt, um weitere Verhaftungen vornehmen zu können. Jedoch war dieses Vorhaben nicht erfolgreich, kein Kommunist ging in diese Falle. Am 25. April 1936 wurde Enders vom Oberlandesgericht Dresden wegen „Vorbereitung zum Hochverrat“ zu acht Jahren Zuchthaus verurteilt. Enders starb am 29. Juli 1938 in Waldheim infolge der Haftbedingungen.

## Ehrungen
- Nach ihm ist in Leipzig-Lindenau die Endersstraße benannt, ebenso der Karl-Enders-Sportpark der SpVgg 1899 Leipzig an der Demmeringstraße.